# Laura Šimenc
Laura Šimenc, slovenska kolesarka, * 25. julij 1990.
V letu 2016 kolesari za ekipo No Radunion Vitalogic.